# Kofi Abrefa Busia

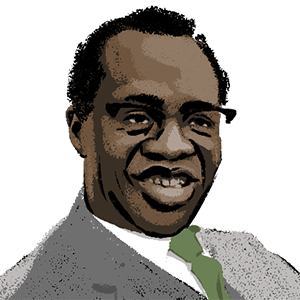
Illustration des Kofi Abrefa Busia

Kofi Abrefa Busia (* 11. Juli 1913 in Wenchi; † 28. August 1978) war Premierminister in der zweiten Republik Ghana von 1969 bis 1972 und ein Hochschullehrer in Ghana, den Niederlanden und England. Busia gehörte zur königlichen Familie in Wenchi.

## Ausbildung
Ursprünglich stammt Busia aus der Brong Ahafo Region aus der Stadt Wenchi, wo er auch die Methodist School besuchte. Später ging er auf das Mfantsipim College in Cape Coast in der Central Region.
Von 1931 bis 1932 besuchte Busia das Wesley College in Kumasi in der Ashanti Region und lehrte am Achimota College von 1936 bis 1939. In dieser Zeit machte er den Abschluss in mittelalterlicher und moderner Geschichte der Universität von London (University of London) und schloss diesen mit besonderen Ehren ab.
Im Jahr 1941 studierte er an der Oxford University und schloss sein Studium in Politik, Philosophie und Wirtschaft mit einem Bachelor und Master ab. Der Doktorgrad (Ph.D.) wurde ihm in Sozialanthropologie (Social Anthropology) verliehen. Titel seiner Doktorarbeit war The Position of the Chief in the Modern Political System of Ashanti, die von manchen Autoren als beste Arbeit zu diesem Thema gelobt wird.

## Karriere zwischen Politik und Lehre
Zurück in Ghana war Busia von 1942 bis 1949 als Leiter eines Distrikts, also einer unteren Verwaltungseinheit (District Commissioner) tätig.
Im Jahre 1949 erhielt Busia den ersten Lehrstuhl für einen Afrika-Studiengang (African Studies), den er bis 1954 behielt. Busia war der erste Afrikaner, der Präsident der Universität von Cape Coast wurde.
Im Jahr 1951 wurde Busia von der Ashanti Konföderation in den Legislative Council (Gesetzgebender Rat) gewählt und wurde nur ein Jahr später, 1952, Vorsitzender der Partei Ghana Congress Party. Diese Partei arbeitete mit anderen Oppositionsparteien zusammen, um die United Party (Vereinte Partei, UP) zu gründen.

## Im Exil
Als Führer der Opposition, zusammengefasst in der oppositionellen United Party, und Gegner des späteren ersten Präsidenten von Ghana Kwame Nkrumah fühlte sich Busia bedroht und floh deshalb 1959 aus dem Land. Er wurde in den Niederlanden Professor für Soziologie und Kultur an der Universität Leiden. Zwischen 1961 und 1966 war er Mitglied des St Antony’s College der Universität Oxford, Großbritannien.

## Nach Nkrumah
Nachdem im Februar 1966 ein erfolgreicher Militärputsch den Präsidenten Nkrumah absetzte und durch den National Liberation Council (NLC, dt.: Nationaler Befreiungsrat) ersetzte, kehrte Busia am 19. März 1966 nach Ghana zurück. Er wurde Berater des NLC.
Zwischen 1967 und 1968 war Busia Vorsitzender des Zentrums für Zivile Erziehung (Center for Civil Education, CCE)
Im Jahr 1968 wurde Busia Mitglied des Verfassungsgebenden Komitees (Constitutional Review Committee) und gründete gleich nach dem Fall des durch die NLC anfangs verhängten Parteiverbots mit Freunden aus der ehemaligen United Party die Progress Party, (PP).
Bei den ersten Wahlen nach dem Militärputsch und der Zeit des NLC im September 1969 gewann die PP 104 Parlamentssitze und damit mehr als eine Zweidrittelmehrheit.
Im Oktober 1969 wurde Busia als Premierminister unter dem Präsidenten Edward Akufo-Addo vereidigt. Dabei galt Busia als eigentlicher Machtinhaber, nicht Akufo-Addo. Busia führte die nach Westen orientierte Politik des NLC fort.

## Liberale Demokratie in Afrika
In seinem Werk The Challenge of Africa beobachtet Kofi A. Busia, dass im Gegensatz zu Afrikas traditionellen indigenen politischen Institutionen, die empfänglich für lokale Bedürfnisse ihrer Gemeinschaften waren und in denen einfache Leute sich am politischen Leben beteiligen konnten, die kolonialen Regierungen im Grund genommen in ihrer Natur autoritär waren. Dies erklärt, laut Busia die autoritäre (sogar totalitäre) Natur der politischen Systeme und Institutionen der neuen unabhängigen afrikanischen Staaten, einschließlich der weiterverbreiteten Übernahme des Einparteiensystems und einer starken Exekutive. Busia behauptet, dass im Gegensatz zu der Annahme vieler afrikanischer Philosophen und Politiker, die Hauptprinzipien liberaler Demokratie nicht unbedingt westlich, sondern vielmehr universell sind und daher in jeder Kultur, einschließlich der afrikanischen, institutionalisiert werden können.

## Politik unter Busia
Die Busia-Regierung trug schwer unter der großen Schuldenlast des ehemaligen Präsidenten Nkrumah. Da der ehemalige Präsident nach dem Putsch in Guinea ins Exil ging und von dort auch weiterhin aktiv war, bestand in der Regierung eine stetige Angst, der ehemalige Machthaber könnte nach Ghana zurückkehren. Zwar ließ die Regierung unter Busia der Opposition einen gewissen Spielraum, doch wurde Propaganda zugunsten des abgesetzten Präsidenten verboten und unter Strafe gestellt.
Bis heute sehr umstritten ist ein Gesetz aus dem Dezember 1969, das Hunderttausende von Immigranten aus Togo und Nigeria aus dem Land wies. Teilweise soll dies unter fragwürdigen Umständen erfolgt sein. Insbesondere Menschenrechte sollen bei dieser Aktion erheblich verletzt worden sein. Schätzungen sprechen hier von fast einer Viertelmillion Betroffener.
Kritisiert wurde Busia auch für den Vorschlag, in politischen und wirtschaftlichen Kontakt mit dem Apartheidsregime in Südafrika zu treten.
Letztlich waren es jedoch die wirtschaftlichen Probleme, die zum Ende des Busia-Regierung führten. Es gelang Busia nicht, den Cedi zu stabilisieren. Kakao, eines der wichtigsten Wirtschaftsgüter Ghanas, wurde in die Nachbarländer geschmuggelt, um hier aufgrund der besseren Wechselkurse bessere Preise zu erzielen. Korruption war weit verbreitet. Die Regierung hatte an dem verstaatlichten System aus der Zeit Nkrumah nicht viel geändert, so dass die wirtschaftlichen Probleme nicht behoben werden konnten. Die hohen Weltmarktpreise für Kakao konnten das System aber noch eine Weile stützen.
Nachdem die Weltmarktpreise für Kakao dramatisch einbrachen, wurde die Währung der „Cedi“ massiv abgewertet. Dies führte zu einem Aufruhr im Land, da nun Grundnahrungsmittel für viele kaum noch zu bezahlen waren. Aus dieser Unruhe entwickelte sich ein Klima, das die späteren Putschisten gegen Busia nutzten.

## Der Putsch
Die Regierung Busia wurde durch den zweiten Militärputsch in Ghana unter Oberst (Colonel) Ignatius Kutu Acheampong am 13. Januar 1972 abgesetzt.

## Tod
Busia starb im Jahr 1978 in Großbritannien an einem Herzinfarkt.

## Familie
Busia war verheiratet mit Naa Morkor Busia. Die Schauspielerin und Schriftstellerin Akosua Busia ist eine Tochter und wurde im Jahr des Putsches gegen Nkrumah in Oxford geboren. Die bekannte Universitätsprofessorin Abena Busia ist ebenfalls eine Tochter des ehemaligen Premierministers von Ghana.

## Publikationen
- Africa in Search of Democracy (Academic Literature, 1967)
- Urban Churches in Britain (Report, 1966)
- Purposeful Education for Africa (Academic Literature, 1964)
- Challenge of Africa (Academic Literature, 1962)